# Johann Traugott Schuster
Johann Traugott Schuster (magyarosan: Schuster János Traugott, Medgyes, 1810. március 18. – Medgyes, 1873. december 30.) evangélikus gimnáziumi tanár.

## Élete
Medgyesen született és az ottani gimnáziumban tanult; 1833-ban gyakornok volt a marosvásárhelyi királyi táblán; 1833-tól 1838-ig a bécsi protestáns teológiai intézetet látogatta; a teológián kívül történelmi és bölcseleti előadásokat hallgatott az egyetemen, ahol a francia és olasz nyelvet is tanulta; a következő évben a Szent Anna-intézetben a nevelés- és tanításban gyakorolta magát. Visszatérve, Medgyesen gimnáziumi tanár volt 16 évig; egyszersmind előadásokat tartott a magyar nyelvből. 1841. január 1-jén a koppenhágai királyi régészeti tudós-társaság tagjának választotta.
Cikkeket írt különböző hírlapokba és folyóiratokba.

## Munkái
- Handwörterbuch der ungarisch-deutschen u. deutsch-ungarischen Sprache. Wien, 1836. Két kötet. (A. F. Richterrel együtt.)
- Der Galanthomme, oder Anweisung in Gesellschaft sich beliebt zu machen und die Gunst der Damen zu erwerben. Ein sehr nützliches Handbuch für Herren jeden Standes. Quedlingung und Leipzig, 1837. Hat tábla rajzzal. (2. jav. kiadás., 1839.; 3. jav. k. 1841.; 4. jav. kiadás ezen czímmel: Der Galanthomme, oder der Gesellschafter wie er sein soll. 1843.; Uj lenyomat 1845.; 5. jav. k. 1849.; 6. k. 1850.; Ujra átdolgozott és bőv. k. 1850. és 1852.; 7. k. 1852.; 8. átdolg. k. 1855.; 9. k. ezen cz. Der Galanthomme oder der Mann von der Welt... 1856. uo.; azóta is több kiadást ért).
- Uj magyar-német szótár, mely a törvénységtudomány, kézműtan, művészség, társalkodás és költészet nyomán alkotott, felélesztett, vagyis idomított szavait magában foglalja. Bécs, 1838. (Toldalékok; 1. A katonai hadi műszavak s kifejezések előadása. 2. A közönségesebben előforduló perek lajstroma. 3. A vérség nevezetei, sat. Német czímmel is.)
- A magyar úrfi, oder die Kunst in 46 Stunden gut ungarisch lesen, verstehen, sprechen und schreiben zu lernen. Nebst einer Sammlung von Hauptwörtern und Leideendungen, von Bej- und Zeit-Wörtern zur Uebung des Gedächtnisses, mit Gesprächen, Fabeln u. s. w. Uo. 1838.
- Delphisches Orakel, das auf 95 verschiedene Fragen die richtigen Antworten ertheilt, wenn nämlich der Jüngling seine künftige Laufbahn, die Jungfrau ihren künftigen Stand, und so ein Jeder sein Glück im Voraus wissen will. Quedlinburg, 1846. (2. kiadás. Uo. 1847.)
- Cartea Visůriloru si al Somnului spre Romani pentru petrecere. Nagy-Szeben, 1855. (Az álmokról és alvásról szóló könyv a rumén népnek mulattatására.)
- Des Szeklers reine Sprache. Ein theoretisch-praktisches Lehrbuch für Deutsche zur gründlichen Erlernung der modernen ungarischen Schrift- und Umgangssprache. Erster Kursus. Pest, 1866.